# Население на Гренада
Населението на Гренада според преброяването през 2011 година е 105 539 души.

## Възрастов състав
(2000)
- под 15 години: 38 % (мъжe 17 106 / жени 16 634)
- 15 – 64 години: 58 % (мъжe 27 267 / жени 24 356)
- над 64 години: 4 % (мъжe 1653 / жени 2002)

(2018) – приблизителни данни
- под 15 години: 23,8 % (мъжe 13 901 / жени 12 851)
- 15 – 64 години: 65,9 % (мъжe 37 601 / жени 36 291)
- над 64 години: 10,3 % (мъжe 5377 / жени 6186)

## Расов състав
- 82 % – черни
- 12 % – мулати
- 3 % – индо-гренадци
- 2,9 % – бели

## Религия
- 99,8 % – християни
  - 53 % – католици
  - 33 % – протестанти
  - 13,8 % – англикани
- 0,2 % – будисти

## Език
Официален език в Гренада е английският.